# Sabine Winter
Sabine Winter (Bad Soden, 27 de septiembre de 1992) es una jugadora de tenis de mesa alemana. Sabine ganó el campeonato alemán en dobles en 2010 y participó en la Copa del Mundo de 2010, donde Alemania consiguió un tercer puesto.
Con el equipo femenino del TSV Schwabhausen, Sabine Winter jugó en la 2.Bundesliga y fue fundamental en su ascenso en 2010 a la 1.Bundesliga. En el campeonato nacional alemán en 2010 en Treveris, consiguió el oro junto a su compañera Kathrin Mühlbach.

## Palmarés internacional
| Campeonato Mundial | Campeonato Mundial | Campeonato Mundial | Campeonato Mundial  |
| Año                | Lugar              | Medalla            | Prueba              |
| ------------------ | ------------------ | ------------------ | ------------------- |
| 2022               | Chengdu            | Medalla de bronce  | Equipo              |
| Campeonato Europeo |                    |                    |                     |
| Año                | Lugar              | Medalla            | Prueba              |
| 2013               | Schwechat          | Medalla de oro     | Dobles femenino     |
| 2014               | Lisboa             | Medalla de oro     | Equipo              |
| 2015               | Ekaterimburgo      | Medalla de oro     | Equipo              |
| 2016               | Budapest           | Medalla de oro     | Dobles femenino     |
| 2017               | Luxemburgo         | Medalla de plata   | Equipo              |
| 2020               | Varsovia           | Medalla de plata   | Dobles femenino     |
| 2021               | Cluj-Napoca        | Medalla de oro     | Equipo              |
| 2022               | Múnich             | Medalla de bronce  | Individual femenino |

## Ranking mundial ITTF
En 2 años, de mayo de 2008 a junio de 2010, ha conseguido subir más de 300 posiciones, desde el puesto 417 al 85.
| Año  | Mes       | Posición |
| ---- | --------- | -------- |
| 2008 | Febrero   | 436      |
| 2008 | Mayo      | 417      |
| 2008 | Agosto    | 370      |
| 2008 | Noviembre | 330      |
| 2009 | Febrero   | 330      |
| 2009 | Mayo      | 261      |
| 2009 | Agosto    | 254      |
| 2009 | Noviembre | 282      |
| 2010 | Febrero   | 196      |
| 2010 | Mayo      | 101      |
| 2010 | Junio     | 85       |

## Otros deportes
Cuando tenía 12 años, jugaba al fútbol en el equipo masculino TSV Oberalting. No podía dedicarle mucho tiempo por culpa del tenis de mesa. Su equipo favorito es el Manchester United y su selección favorita Inglaterra. También juega al tenis y al bádminton con su hermano. Para mejorar su concentración y coordinación, hace malabares sobre un monociclo y sobre una cuerda.